# Prosthecereaus bellostriatus
Prosthecereaus bellostriatus är en plattmaskart som beskrevs av Libbie Henrietta Hyman 1953. Prosthecereaus bellostriatus ingår i släktet Prosthecereaus och familjen Euryleptidae. Inga underarter finns listade i Catalogue of Life.